# Еленія бура
Еле́нія бура (Elaenia pelzelni) — вид горобцеподібних птахів родини тиранових (Tyrannidae). Мешкає в Амазонії. Вид названий на честь австрійського орнітолога Августа фон Пельцельна.

## Опис
Довжина птаха становить 18 см. Верхня частина тіла бура, на голові чуб з малопомітною білою плямою. Крила темні, з двома жовтувато-коричневими смужками. Нижня частина тіла попелясто-сірувата, живіт білуватий. На відміну від інших представників свого роду, бура еленія не має оливкового відтінкку в забарвленні.

## Поширення і екологія
Булі еленії мешкають в долині Амазонки та її основних приток на північному сході Перу (річка Напо), в Бразилії (річки Журуа, Мадейра), нижня течія річки Шінгу, річка Ірірі), на крайньому південному сході Колумбії та на крайньому північному сході Болівії (річки Бені і Мадре-де-Дьйос). Вони живуть у вологих тропічних і галерейних лісах та на річкових островах. Зустрічаються на висоті до 200 м над землею, не далі, ніж за 125 км від річок.